# Кудзё
Кудзё (яп. 九条家 Кудзё-кэ) — древняя японская аристократическая семья, одна из пяти линий клана Фудзивара.

## История
Родоначальником рода был Кудзё Митииэ (1193—1252), сын Кудзё Ёсицунэ (1169—1206) потомок Фудзивара-но Тадамити (1097—1164), который занимал в 1123—1152 годах посты сэссё при императорах Сутоку, Коноэ и кампаку при императоре Го-Сиракаве.
Род Кудзё был одним из пяти линий клана Фудзивара, которые назначались на придворные должности сэссё и кампаку.
Кудзё Ёрицунэ (1218—1256) и Кудзё Ёрицугу (1239—1256) занимали посты четвёртого и пятого сёгунов в Камакурском сёгунате.
Семья Кудзё оказывала покровительство храму Китано. В 1219 году Кудзё Митииэ (1191—1252) подарил храму Китано иллюстрированный свиток истории храма.
После Реставрации Мэйдзи члены клана Кудзё получили наследственный княжеский титул.
Садако (1884—1951), дочь князя Кудзё Мититаки, стала женой императора Тайсё и матерью императора Хирохито.

## Главы рода

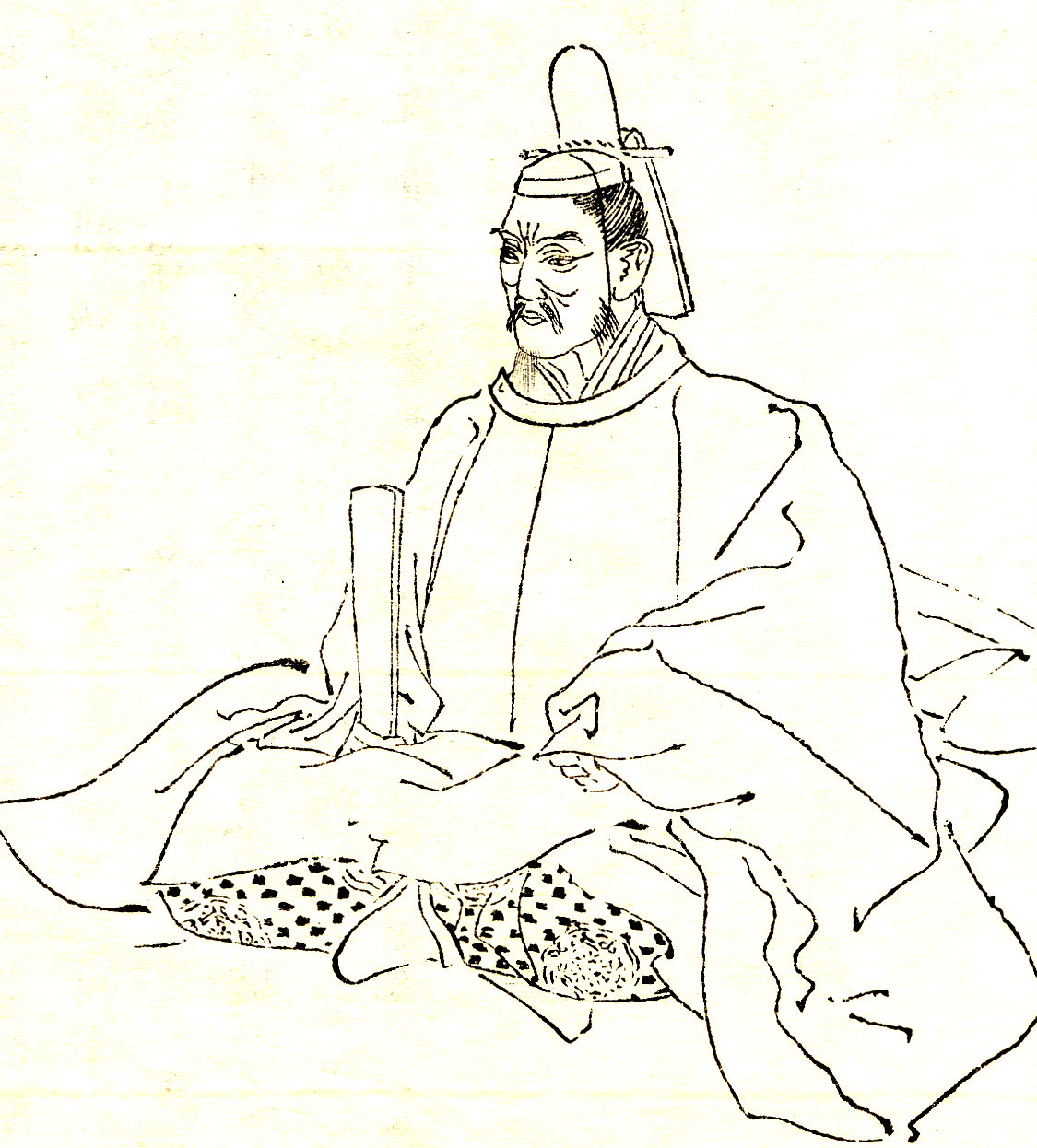
Фудзивара-но Канэдзанэ (1149—1207)

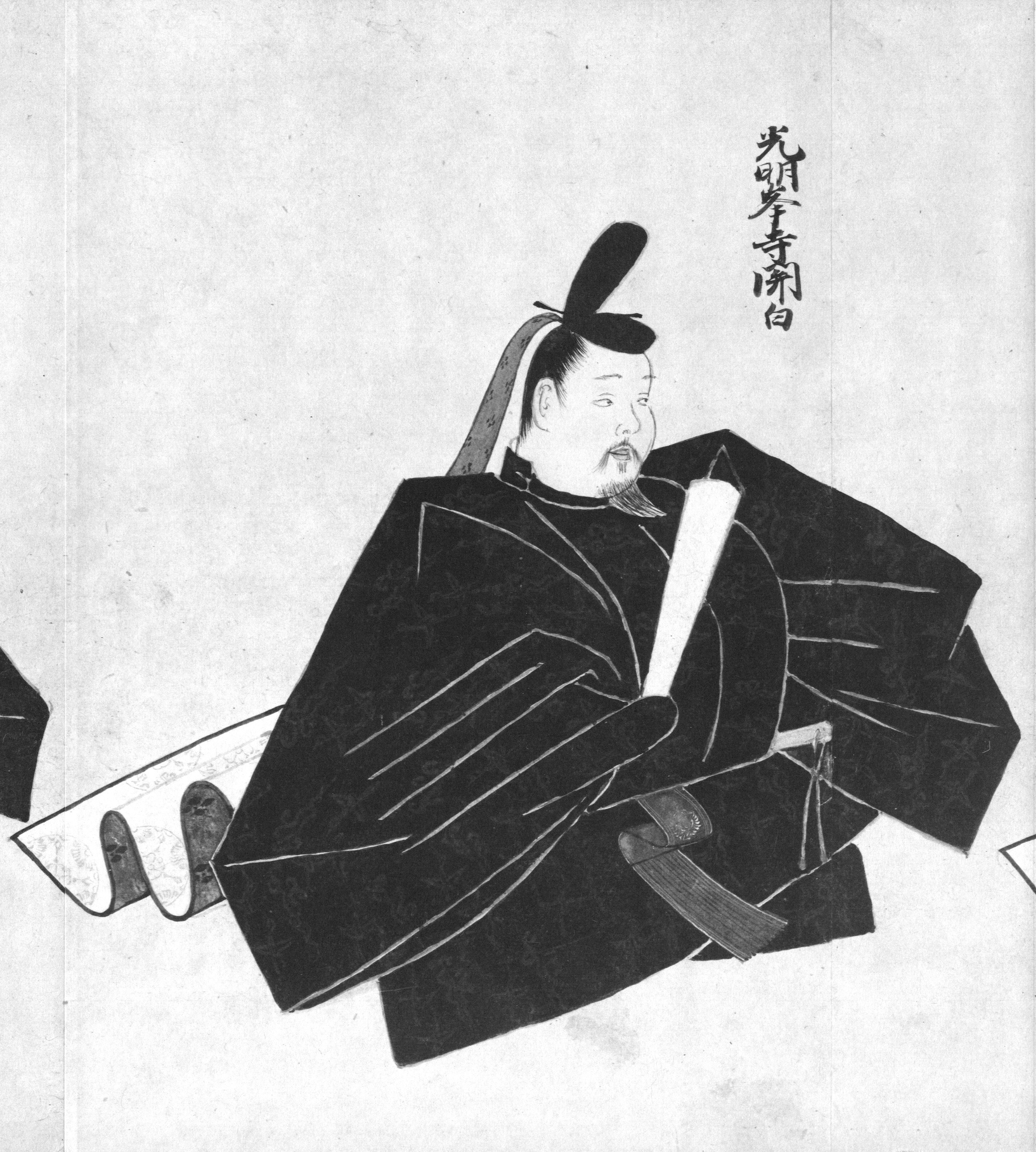
Кудзё Митииэ (1193—1252)

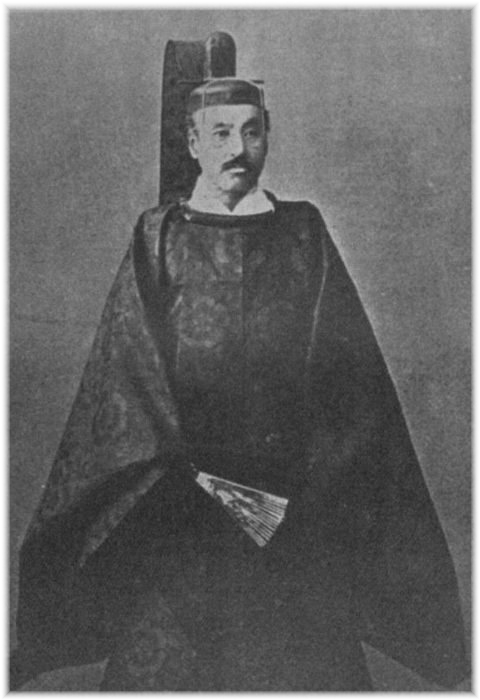
Кудзё Мититака (1839—1906)

1. Фудзивара-но Канэдзанэ (1149—1207), сын Фудзивары-но-Тадамити (1097—1164)
2. Кудзё Ёсицунэ (1169—1206), сэссё (1202—1206), сын предыдущего
3. Кудзё Митиэ (1193—1252), сын предыдущего
4. Кудзё Норидзанэ (1210—1235), кампаку (1231—1232) и сэссё (1232—1235), сын предыдущего
5. Кудзё Тадаиэ (1229—1275), кампаку (1273—1274) и сэссё (1274), сын предыдущего
6. Кудзё Таданори (1248—1332), кампаку (1291—1293), сын предыдущего
7. Кудзё Моронори (1273—1320), кампаку (1305—1308) и сэссё (1308), сын предыдущего
8. Кудзё Фусадзанэ (1290—1327), кампаку (1323—1324), сын Кудзё Таданори
9. Кудзё Митинори (1315—1349), кампаку (1342), сын предыдущего
10. Кудзё Цунэнори (1331—1400), кампаку (1358—1361), сын Нидзё Митихиры (1288—1335), приёмный сын Кудзё Митинори
11. Кудзё Тадамото (1345—1397), кампаку (1375—1379), сын предыдущего
12. Кудзё Мицуиэ (1394—1449), кампаку (1418—1424), сын предыдущего
13. Кудзё Масатада (1439—1488), кампаку (1487—1488), сын предыдущего
14. Кудзё Масамото (1445—1516), кампаку (1476—1479), младший брат предыдущего
15. Кудзё Хисацунэ (1469—1530), кампаку (1501—1513), сын предыдущего
16. Кудзё Танэмити (1507—1594), кампаку (1533—1534), сын предыдущего
17. Кудзё Канэтака (1553—1636), кампаку (1578—1581, 1600—1604), сын Нидзё Хариёси (1526—1579), приёмный сын Кудзё Танэмити
18. Кудзё Юкииэ (1586—1665), кампаку (1608—1612, 1619—1623), сын предыдущего
19. Кудзё Митифуса (1609—1647), сэссё (1647), сын предыдущего
20. Кудзё Канэхару (1641—1677), сын Такацукасы Норихира и приёмный сын Кудзё Митифусы
21. Кудзё Сукэдзанэ (1669—1729), сэссё (1712—1716) и кампаку (1716—1722), сын предыдущего
22. Кудзё Моротака (1688—1713), старший сын предыдущего
23. Кудзё Юкинори (1700—1728), младший брат предыдущего
24. Кудзё Танэмото (1725—1743), сын предыдущего
25. Кудзё Наодзанэ (1717—1787), кампаку (1778—1779, 1785—1787), сэссё (1779—1785), сын Кудзё Сукэдзанэ
26. Кудзё Митисаки (1746—1770), сын предыдущего
27. Кудзё Сукэиэ (1769—1785), сын предыдущего
28. Кудзё Сукэцугу (1784—1807), сын Нидзё Харутаки (1754—1826) и приёмный сын Кудзё Сукэиэ
29. Кудзё Хисатада (1798—1871), кампаку (1856—1862), сын Нидзё Харутаки и младший брат предыдущего
30. Кудзё Юкицунэ (1823—1859), приёмный сын предыдущего
31. Кудзё Мититака (1839—1906), сын Кудзё Хисатады
32. Кудзё Митидзанэ (1870—1993), старший сын предыдущего
33. Кудзё Митихидэ (1895—1961), сын предыдущего
34. Кудзё Митихиро (1933—2017), сын предыдущего
35. Кудзё Митинори